# Erika Salumäe
Erika Salumäe (nascida em 11 de junho de 1962) é uma ex-ciclista estoniana que ganhou a primeira medalha de ouro olímpica para a Estônia em 1992, depois que o país recuperou a sua independência no ano de 1991.
Salumäe ganhou a medalha de ouro no ciclismo de pista nos Jogos Olímpicos de Verão de 1988 em Seul, competindo pela equipe soviética – 1992 e 1996 competiu para Estônia.